# Záhor
Záhor (ungarisch Zahar) ist eine Gemeinde im äußersten Osten der Slowakei mit 625 Einwohnern (Stand 31. Dezember 2024), die zum Okres Sobrance, einem Teil des Košický kraj gehört.

## Geographie
Die Gemeinde befindet sich im Osten des Ostslowakischen Tieflandes unweit des rechten Ufers des Uh an der ukrainischen Grenze. Das Ortszentrum liegt auf einer Höhe von 109 m n.m. und ist etwa sieben Kilometer (Luftlinie) bzw. 15 Kilometer (Straßenentfernung) von Uschhorod in der Ukraine sowie 17 Kilometer (Straßenentfernung) vom slowakischen Sobrance entfernt.
Ortsteile gibt es keine, dennoch sind folgende Gemarkungen vorhanden: Nižny koniec, Novy valal, Stary valal, Taňa, Vyšny koniec und Žarov.
Bei der Gemeinde ist Autobahn-Grenzübergang Záhor-Uschhorod der Diaľnica D1 geplant.

## Geschichte
Záhor wurde zum ersten Mal 1326 als Monhgat schriftlich erwähnt, der heutige Name erscheint 1414 in einer Urkunde der Abtei Leles als Mongath alio nomine Zahar. 1427 sind in einem Steuerverzeichnis mehr als 12 Porta verzeichnet. Das Dorf lag im Herrschaftsgut von Pavlovce und gehörte im Verlaufe der Jahrhunderte zu folgenden Adelsfamilien: Dobó aus dem Dorf Ruská, Komoróczy, Barkóczy und Berényi. 1567 gab es hier 44 Untertanen-Häuser, doch im 17. und 18. Jahrhundert kam es hauptsächlich wegen Flucht der Bevölkerung zu einem Rückgang. 1828 zählte man 69 Häuser und 642 Einwohner, die vorwiegend in Landwirtschaft beschäftigt waren. 1852 gab es im Ort eine Zuckerfabrik.
Bis 1918 gehörte der im Komitat Ung liegende Ort zum Königreich Ungarn und kam danach zur neu entstandenen Tschechoslowakei beziehungsweise heute Slowakei. 1939–1944 war er als Folge des Slowakisch-Ungarischen Krieges noch einmal Teil Ungarns.

## Bevölkerung
| Jahr                | 1994 | 2004    | 2014    | 2024    |
| ------------------- | ---- | ------- | ------- | ------- |
| Anzahl der Personen | 760  | 710     | 663     | 625     |
| Unterschied         |      | −6,57 % | −6,61 % | −5,73 % |

| Jahr                | 2023 | 2024    |
| ------------------- | ---- | ------- |
| Anzahl der Personen | 636  | 625     |
| Unterschied         |      | −1,72 % |

Nach der Volkszählung 2011 wohnten in Záhor 667 Einwohner, davon 643 Slowaken, sieben Ukrainer und je ein Jude, Pole und Tscheche. 14 Einwohner machten keine Angabe. 237 Einwohner gehörten zur reformierten Kirche, 161 Einwohner zur griechisch-katholischen Kirche, 101 Einwohner zur römisch-katholischen Kirche, 100 Einwohner zu den Zeugen Jehovas, 15 Einwohner zur orthodoxen Kirche, jeweils fünf Einwohner zur evangelischen Kirche A. B. und zur apostolischen Kirche und ein Einwohner zur jüdischen Gemeinde; ein Einwohner war anderer Konfession. 10 Einwohner waren konfessionslos und bei 31 Einwohnern ist die Konfession nicht ermittelt.
Ergebnisse der Volkszählung 2001 (742 Einwohner):
| Nach Ethnie: - 98,52 % Slowaken - 0,94 % Ukrainer - 0,27 % Tschechen - 0,13 % Roma | Nach Konfession: - 25,34 % griechisch-katholisch - 15,23 % römisch-katholisch - 1,89 % konfessionslos - 1,35 % orthodox |

## Bauwerke
- reformierte Kirche im klassizistischen Stil aus dem Anfang des 19. Jahrhunderts